# Jeseter ostrorypý
Jeseter ostrorypý, také jeseter ostronosý či jeseter atlantský (Acipenser oxyrinchus), je ryba z rodu jeseter.

## Popis
Jeseter ostrorypý se rozděluje na dva poddruhy:
- Acipenser oxyrinchus desotoi Vladykov, 1955
- Acipenser oxyrinchus oxyrinchus Mitchill, 1815

Obvykle dosahují délky 1,30 až 2,20 m a hmotnosti 30 až 45 kg u samců a 50 až 110 kg u samic. Udávané maximální rozměry jsou 4,30 m a téměř 370 kg. Je to anadromní ryba. Živí se kroužkovci, měkkýši, korýši žijícími u dna a malými kostnatými rybami. Rozmnožuje se v ústí řek do moře v brakických vodách. Dospělí jedinci se třou každé tři až čtyři roky a dožívají se až 60 let.

## Výskyt
Žije ve vodách Severní Ameriky, ale dříve se vyskytoval i v Baltském moři (zde byl vyhuben). Od roku 2005 probíhá reintrodukce do Odry.